# Experimento FASER
FASER (ForwArd Search ExpeRiment; en español, Experimento de Búsqueda Avanzada) está previsto que sea uno de los ocho experimentos de física de partículas en el Gran Colisionador de Hadrones del CERN. Está diseñado tanto para buscar nueva luz y partículas elementales débilmente acopladas como para estudiar las interacciones de neutrinos de alta energía.
Está previsto que el experimento se ubique en el túnel de servicio TI12, que se encuentra a 480 m aguas abajo del punto de interacción utilizado por el experimento ATLAS. Este túnel se usaba anteriormente para inyectar el rayo del SPS en el acelerador LEP, pero actualmente no alberga ninguna infraestructura LHC. En esta ubicación, el experimento FASER se coloca en un haz intenso y altamente colimado tanto de neutrinos como de posibles nuevas partículas. Además, está protegido de ATLAS por unos 100 metros de roca y hormigón, lo que proporciona un entorno de fondo bajo. El experimento FASER fue aprobado en 2019 y comenzará a tomar datos en 2021.

## Nuevas búsquedas de física
El objetivo principal del experimento FASER es buscar nueva luz y partículas que interactúan débilmente, que aún no se han descubierto, como fotones oscuros, partículas similares a axiones y neutrinos estériles. Si estas partículas son suficientemente ligeras, se pueden producir en raras desintegraciones de hadrones. Por lo tanto, estas partículas se producirán predominantemente en la dirección de avance a lo largo del eje de colisión, formando un haz altamente colimado y pueden heredar una gran fracción de la energía del haz de protones del LHC. Además, debido a sus pequeños acoplamientos con las partículas del modelo estándar y los grandes impulsos, estas partículas tienen una vida larga y pueden viajar fácilmente cientos de metros sin interactuar antes de que se descompongan en partículas del modelo estándar. Estas desintegraciones conducen a una señal espectacular, la aparición de partículas de alta energía, que FASER pretende detectar.

## Física de neutrinos
El LHC es el colisionador de partículas de mayor energía construido hasta ahora y, por lo tanto, también la fuente de los neutrinos más energéticos creados en un entorno de laboratorio controlado. Las colisiones en el LHC conducen a un gran flujo de neutrinos de alta energía de todos los sabores, que están altamente colimados alrededor del eje de colisión del haz y fluyen a través de la ubicación FASER. El subdetector dedicado FASERν está diseñado para detectar estos neutrinos. Registrará y estudiará miles de interacciones de neutrinos, lo que permite medir secciones transversales de neutrinos en energías TeV donde actualmente no están restringidas.

## Detector

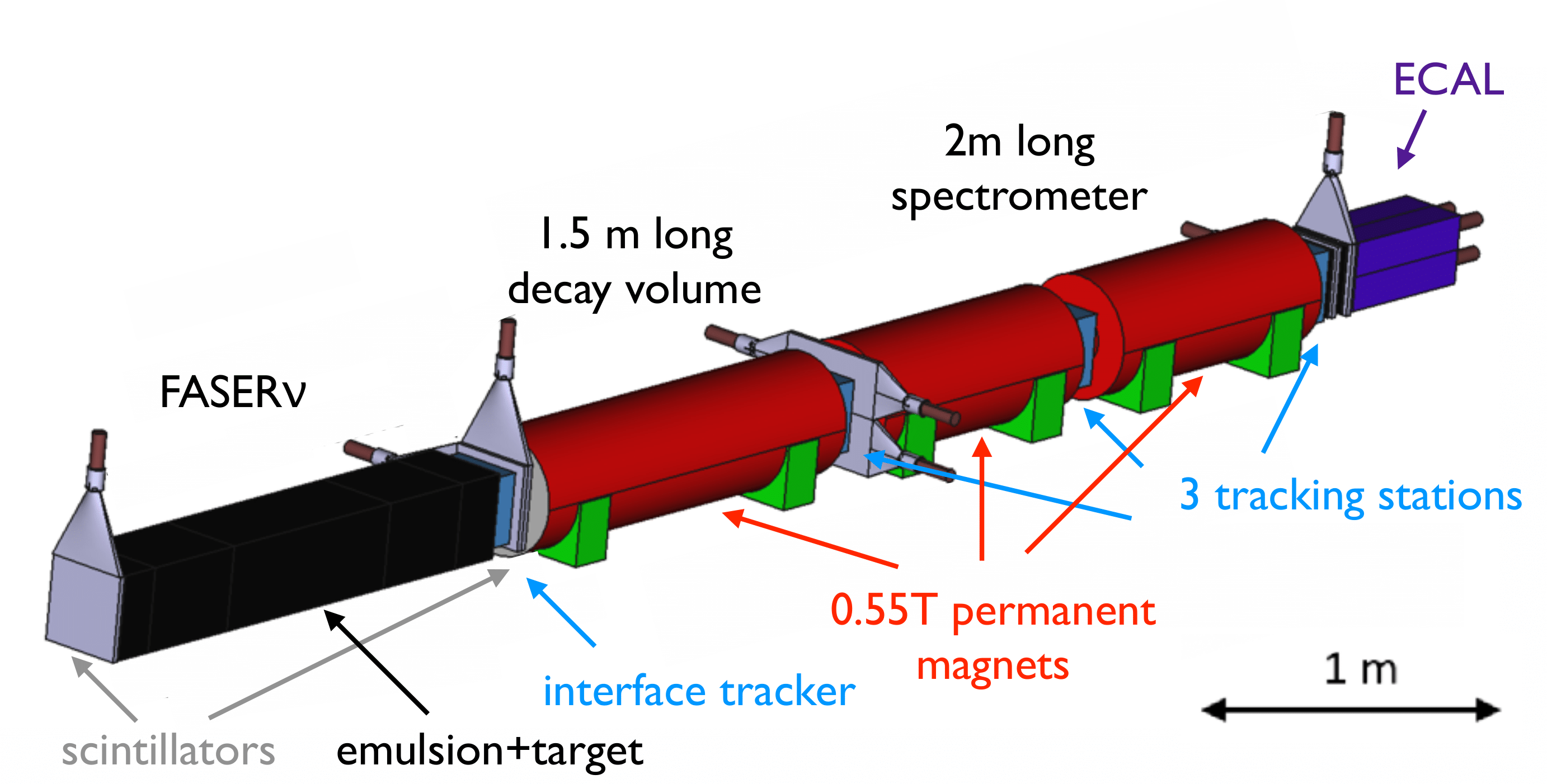
Disposición del detector FASER

Ubicado en el extremo frontal de FASER se encuentra el detector de neutrinos FASERν. Consiste en muchas capas de películas de emulsión intercaladas con placas de tungsteno como material objetivo para las interacciones de neutrinos. Detrás de FASERν y en la entrada del detector principal hay un veto de partículas cargadas que consta de centelleadores de plástico. A esto le sigue un volumen de desintegración vacío de 1,5 metros de largo y un espectrómetro de 2 metros de largo, que se colocan en un campo magnético de 0,55 T. El espectrómetro consta de tres estaciones de seguimiento, compuestas por capas de detectores de tiras de silicona de precisión, para detectar partículas cargadas producidas en la desintegración de partículas de larga duración. Al final se encuentra un calorímetro electromagnético.